# Rhodospatha brent-berlinii
Rhodospatha brent-berlinii — вид квіткових рослин із родини кліщинцевих (Araceae), роду Rhaphidophora. Це ліана, рідним ареалом якої є пн. Перу.